# Dannberg
Dannberg ist ein Gemeindeteil der Gemeinde Heßdorf im Landkreis Erlangen-Höchstadt (Mittelfranken, Bayern). Dannberg liegt in der Gemarkung Hannberg.

## Geographie
Das Weiler ist unmittelbar von Weiherplatten umgeben: im Norden die Wunderstauden- und Lauterweiher, im Südosten die Feld- und Kohlweiler, im Südwesten die Dorfweiher. Bei den Dorfweihern gibt es einen Campingplatz. Im Westen grenzt das Haidholz an, im Nordosten jenseits der Weiher und des Mohrbachs erhebt sich der Altenberg (300 m ü. NHN). Eine Gemeindeverbindungsstraße verläuft nach Neuenbürg (1 km südlich) bzw. nach Niederlindach zur Staatsstraße 2240 (1,4 km östlich). Eine weitere Gemeindeverbindungsstraße verläuft nach Hesselberg (1,1 km nördlich).

## Geschichte
Der Ortsname leitet sich von einem gleichlautenden Flurnamen ab, der einen mit Tannen bewachsenen Berg bezeichnete. Die ersten bekannten Lehensträger im Ort waren die Ministerialen von Gründlach. Das Lehen ging 1315 an die Herren von Hohenlohe-Brauneck über, die es zwischen 1340 und 1364 als Oblei dem Bamberger Domkapitel stifteten.
Gegen Ende des 18. Jahrhunderts gab es in Dannberg 3 Anwesen (2 Halbhöfe, 1 Gut). Das Hochgericht übte das bambergische Centamt Herzogenaurach aus. Die Oblei Hannberg des Bamberger Domkapitels war Dorf- und Gemeindeherr sowie Grundherr sämtlicher Anwesen.
Im Rahmen des Gemeindeedikts wurde Dannberg dem 1811 gebildeten Steuerdistrikt Hannberg und der 1818 gegründeten Ruralgemeinde Hannberg zugeordnet.
Im Zuge der Gebietsreform in Bayern wurde Dannberg am 1. Juli 1972 in die Gemeinde Heßdorf eingegliedert.

### Einwohnerentwicklung
| Jahr      | 001818 | 001861 | 001871 | 001885 | 001900 | 001925 | 001950 | 001961 | 001970 | 001987 | 002023 |
| Einwohner | 32     | 27     | 40     | 43     | 24     | 34     | 42     | 26     | 27     | 38     | 40     |
| Häuser    | 4      |        |        | 5      | 6      | 5      | 5      | 4      |        | 10     |        |
| Quelle    | [ 9 ]  | [ 10 ] | [ 11 ] | [ 12 ] | [ 13 ] | [ 14 ] | [ 15 ] | [ 16 ] | [ 17 ] | [ 18 ] | [ 1 ]  |

## Religion
Der Ort ist römisch-katholisch geprägt und seit 1574 nach Geburt Mariens (Hannberg) gepfarrt. Die Einwohner evangelisch-lutherischer Konfession sind nach St. Kilian (Kairlindach) gepfarrt.